# Torymus pygmaeus
Torymus pygmaeus is een vliesvleugelig insect uit de familie Torymidae. De wetenschappelijke naam is voor het eerst geldig gepubliceerd in 1874 door Mayr.